# برج‌های ویر
برج‌های ویر (به انگلیسی: Veer Towers) ساخت ۲۰۱۰، نام یک جفت برج ۳۷ طبقه در شهر لاس وگاس در آمریکا است.

## برج‌های دوقلوی ویر
برج‌های دوقلوی ویر در ۳۷ طبقه و ارتفاع ۴۸۰ فوت (۱۵۰ متر) در سیتی سنتر شهر لاس وگاس، بهشت نوادا ساخته شده‌اند. هر برج دارای ۳۳۷ واحد مجتمع مسکونی لوکس با مساحت ۵۳۷ تا ۲۲۵۶ فوت مربع (۴۹٫۲ تا ۲۰۹٫۶ مترمربع) است.
معمار این برج‌ها هلموت یان است. هر یک از این برج‌ها در جهت عرضی مخالف هم قرار دارند (۵ درجه از مرکز چرخش دارند.)
ساکن شدن در هر نقطه از لاس وگاس، دیدی یه این برج‌ها دارد. لابی و فضاهای عمومی توسط فرانسیسکو گونزالس پولیدو طراحی شده که همه نور طبیعی دارند. دیانا وونگ معماری و طراحی داخلی مجموعه را انجام داده است.
پشت بام آسمان شامل فضاهایی نظیر استخر، عرشه خورشید و آشپزخانه تابستانی است. اتاق تناسب اندام، اتاق بیلیارد و سالن همه در طبقه ۳۷ قرار دارند. ورودی‌های خصوصی و جداگانه خودرو در ورودی ساختمان، آسانسورهای ایمن و سرویس دهی خدمه، همه در طول ۲۴ ساعت شبانه روز تحت نظارت امنیتی هستند.
برج تنها ساختمان تمام مسکونی در سیتی سنتر است، که دارای فضاهایی شامل ناهارخوری خوب، خرید لوکس، سرگرمی و بازی در قلب نوار لاس وگاس می‌باشد. مغازه‌ها در کریستال مساحتی بیش از ۵۰۰۰۰۰ فوت مربع دارند که محصولاتی مانند گوچی، Chanel، هرمس و پرادا را عرضه می‌کنند.

## تاریخچه
در مراحل اولیه طراحی این پروژه، برج به نام برج‌های مسکونی سوبلا شناخته شد.
برج توسط هلموت یان در شیکاگو طراحی شده است. لابی و فضاهای عمومی توسط فرانسیسکو گونزالز پولیدو توسعه یافت و از نور طبیعی استفاده شد.
ساختمان در ۲۰ نوابر ۲۰۰۹ مدرک طلایی لید را از سازمان شورای سبز آمریکا دریافت کرد و در ۱۴ ژوئیه ۲۰۱۰ ساختمان گشوده شد.
در دسامبر ۲۰۱۲، سیتی سنتر ۴۲۷ خوابگاه ویر را با قیمت ۱۱۹ میلیون دلار فروخت. خریداران فضاهایی را به صورت مشترک ساختند که شامل لابی‌های خصوصی مسکونی، استخر در هر دو سقف و دیگر فضاها بود.

## مجموعه هنرها و نمایشگاه‌های موجود در برج‌های دوقلو
در قسمتی از سیتی سنتر، برج ویر مجموعه هنرهای بسیار زیبایی از سبک‌های مختلف، مجسمه و نقاشی را در مقیاس بزرگ نمایشگاهی ارائه داده است. بعضی از این قطعه‌های کمیاب به واسطه هنرمند و صاحب اثر دارای ارزش و قیمت هستند. هنرمندان معروفی مانند مایا لین، ریچارد لانگ، فرانسوا خاویر، ایزا جنسکن، فرانک استلا و برخی از هنرمندان هنر مفهومی، آثارشان در این نمایشگاه قرار دارد.
برای نقاشی گل و لای بر روی دیوار لابی برج‌های دوقلوی ویر، گل رقیقی که از رودخانه آون به لاس وگاس آورده شده استفاده می‌شود. همچنین دو اثر بزرگ مقیاس با نام‌های "دایره احتمال" و "زمین" دیوارهای شرقی و غربی را پوشانده‌اند.

## نگارخانه

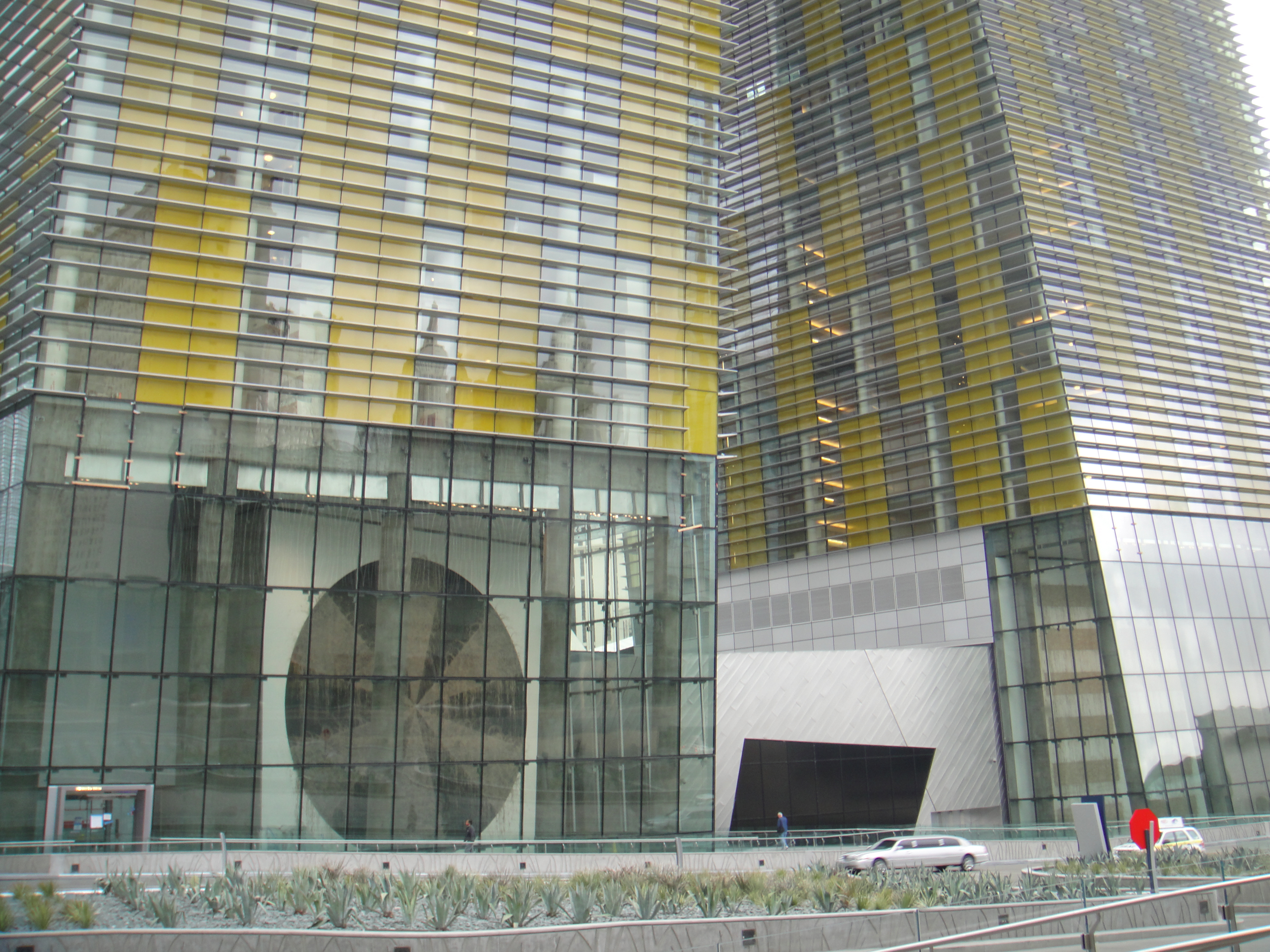
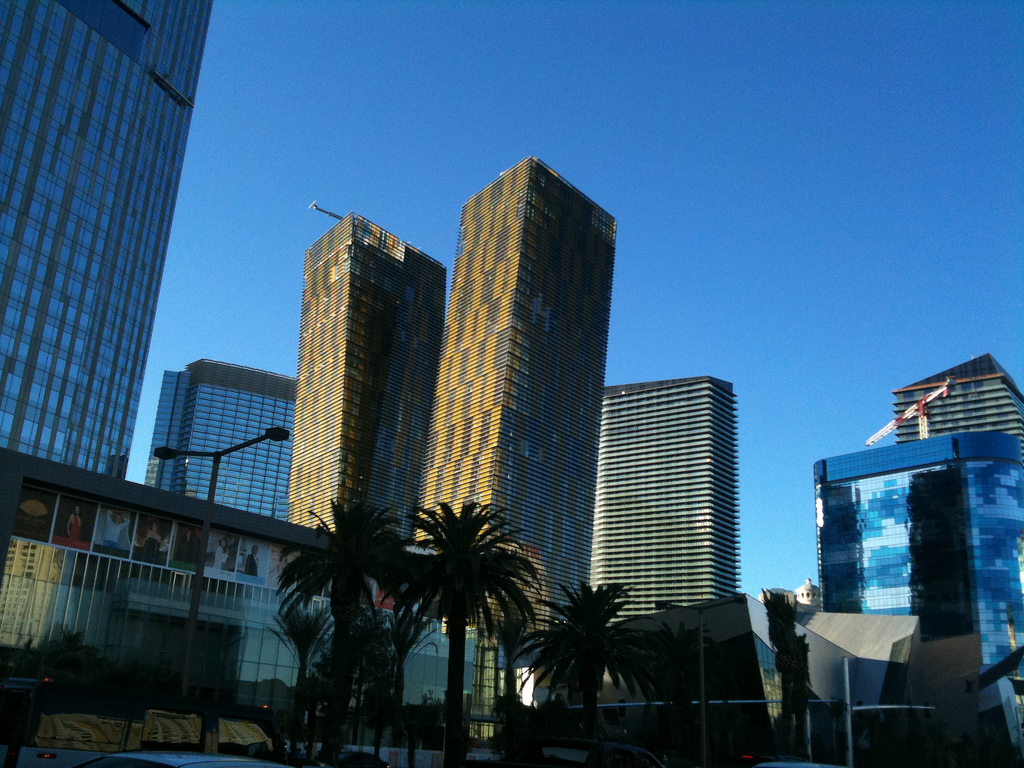
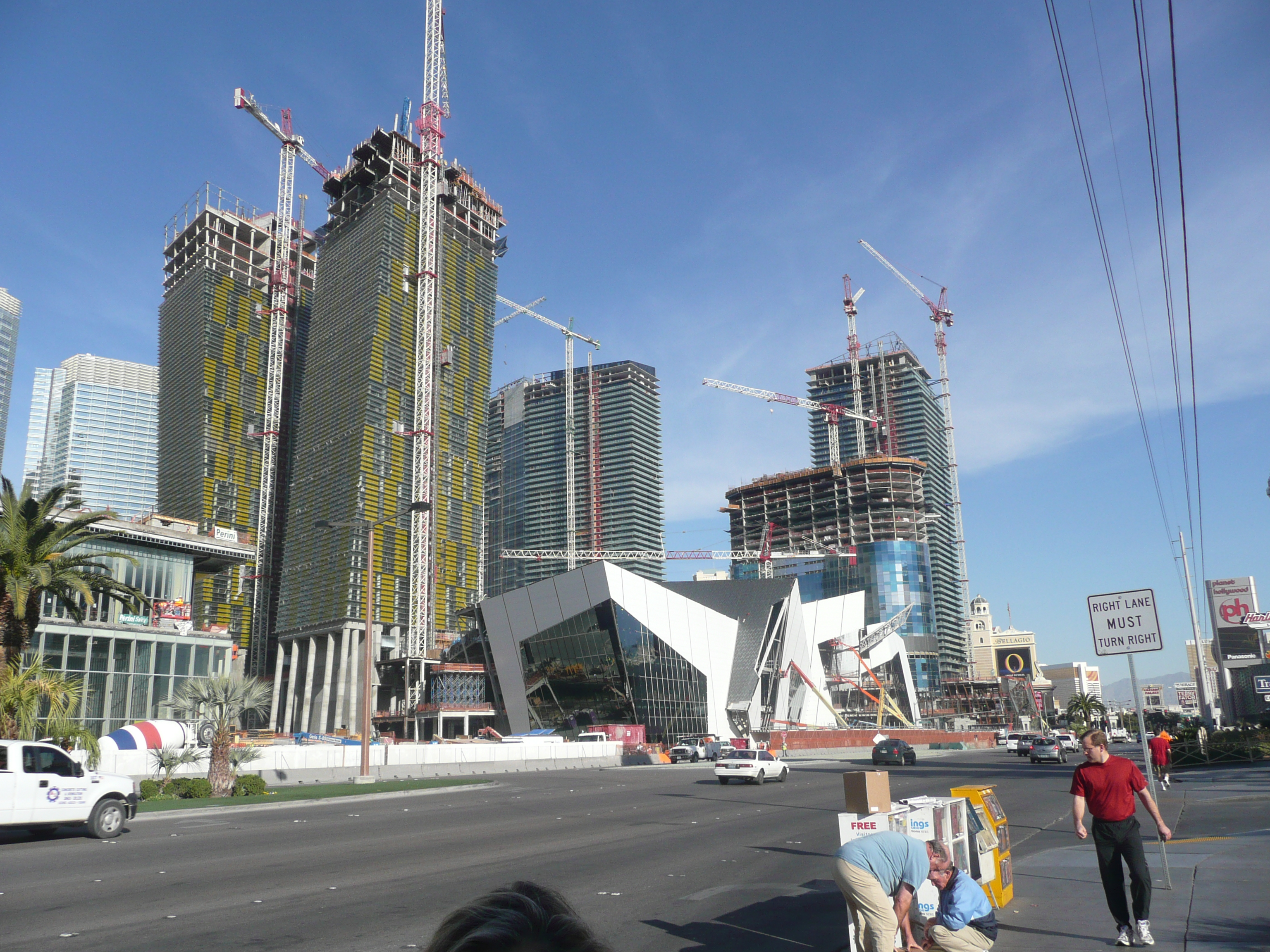
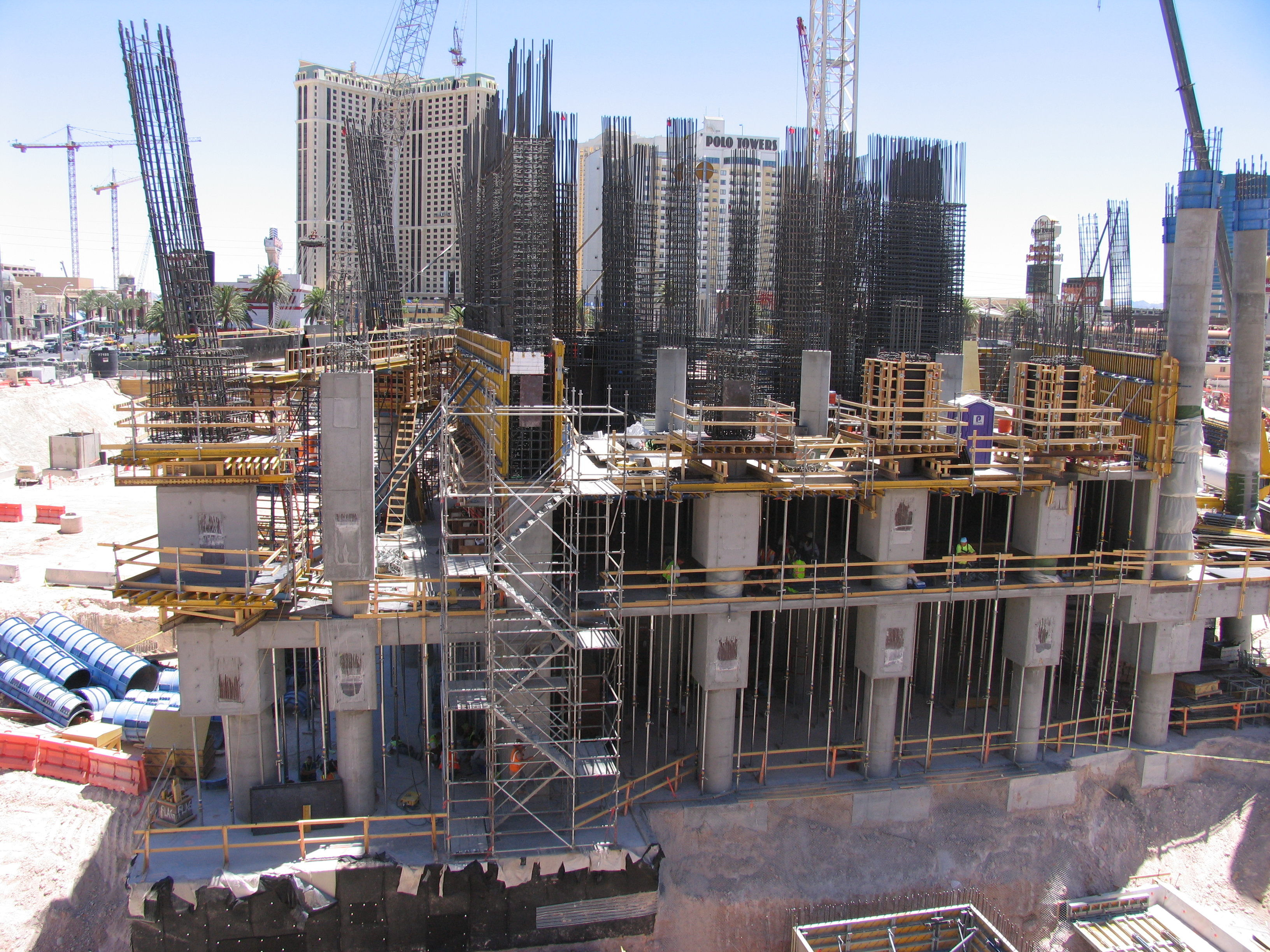